# Marcelino Iglesias
Marcelino Iglesias Ricou, né le 16 avril 1951 à Bonansa, est un homme politique espagnol membre du Parti socialiste ouvrier espagnol (PSOE). Il est président d'Aragon entre 1999 et 2011, secrétaire à l'Organisation du PSOE entre 2010 et 2012, sénateur et porte-parole du groupe socialiste au Sénat entre 2011 et 2014.

## Biographie

### Jeunesse et emploi
Son père possédant une ferme laitière non loin de la chaîne des Pyrénées, sa jeunesse a été marquée par la ruralité et la montagne. Il a ainsi travaillé comme berger dans la province de Huesca, puis moniteur de ski, son sport favori. À la suite du collège, il passe une année au séminaire, à Saragosse, puis se lance dans le secteur privé, comme travailleur indépendant.
Il a un temps fait partie du Parti communiste d'Espagne (PCE), avant de rejoindre le Parti socialiste ouvrier espagnol (PSOE), au début des années 1980

### Les débuts locaux et l'ascension régionale
En 1983, il est élu maire de sa ville natale de Bonansa, puis il prend quatre ans plus tard la présidence de la députation de la province de Huesca. Principal initiateur du tourisme rural en Espagne, notamment dans la zone du Alto Aragón, il entre aux Cortes de la communauté autonome d'Aragón en 1991, et y devient président du groupe socialiste après les élections de 1995. Il renonce alors à ses autres mandats locaux.

### Président de l'Aragón pendant douze ans
Il se présente aux élections de 1999 comme candidat à la présidence de la députation générale, le gouvernement régional aragonais, et arrive deuxième du scrutin avec 31,4 % des voix et 23 députés sur 67, derrière le conservateur sortant Santiago Lanzuela. Il parvient toutefois à s'allier avec le Parti aragonais (PAR), formation régionaliste de centre droit, qui dispose de 10 sièges, formant ainsi un gouvernement minoritaire ramenant les socialistes au pouvoir après quatre ans d'opposition. Le 2 août, Marcelino Iglesias est investi président de la députation générale d'Aragón.
Au mois de juin 2000, il occupe la présidence du trente-cinquième congrès socialiste au niveau national, qui voit l'élection de José Luis Rodríguez Zapatero au poste de secrétaire général avec une très courte avance sur José Bono. En décembre suivant, il est désigné secrétaire général de la fédération socialiste aragonaise.
Candidat à sa propre succession en 2003, il remporte 38,7 % des suffrages exprimés et 27 sièges, faisant du PSOE la première force politique régionale, ce qui n'était plus arrivé depuis douze ans. Il confirme son alliance avec le PAR, devenant le premier président de la communauté à effectuer un second mandat. Après le scrutin de 2007, où il s'impose avec 42 % des voix et 30 députés, soit le meilleur score pour les socialistes depuis 1983, il reconduit, pour la seconde fois, sa coalition avec les régionalistes.
Le 28 septembre 2008, il annonce qu'il ne sera pas candidat à un quatrième mandat. Les socialistes aragonais choisissent alors de présenter, pour lui succéder, la secrétaire d'État à l'Éducation, Eva Almunia, qu'il nomme conseillère à la Présidence le 27 octobre 2010.

### Une nouvelle étape à compter de 2010
Quatre jours plus tôt, à la suite d'un important remaniement ministériel du gouvernement espagnol, il avait été nommé secrétaire à l'Organisation du PSOE, en remplacement de Leire Pajín, devenue ministre de la Santé. Il prend ainsi la troisième place dans l'organigramme, derrière le secrétaire général, José Luis Rodríguez Zapatero, et le vice-secrétaire général, José Blanco.
Il ne se présente pas aux élections régionales de 2011, au cours desquelles les socialistes, s'effondrant à 28,9 % des voix, se classent deuxième après le Parti populaire (PP) de l'ancienne maire de Saragosse et présidente du Congrès des députés, Luisa Fernanda Rudi. Il est officiellement remplacé par Rudi, le 14 juillet, et est élu le lendemain sénateur par les Cortes d'Aragón.
À l'ouverture de la législature suivante, le 13 décembre 2011, il devient porte-parole du groupe socialiste, sa prédécesseur Carmela Silva ayant été élue au Congrès des députés. Il est maintenu à ce poste après l'élection d'Alfredo Pérez Rubalcaba à la direction du PSOE. Le 9 septembre 2014, en conséquence du remplacement de Rubalcaba par Pedro Sánchez, il cède son poste à María Chivite.

### Vie privée
Il est marié et père de deux enfants.